# Exochus armillosus
Exochus armillosus là một loài tò vò trong họ Ichneumonidae.